# Молочные Дворы
Молочные Дворы — посёлок в Плавском районе Тульской области России.
В рамках административно-территориального устройства является центром Самозвановского сельского округа Плавского района, в рамках организации местного самоуправления является административным центром Молочно-Дворского сельского поселения.

## География
Расположен в 7 км к юго-западу от города Плавска и в 66 км к юго-западу от центра Тулы.
Железнодорожная станция Молочные Дворы на линии Тула — Орёл.

## Население
| 2002 | 2010  |
| ---- | ----- |
| 1542 | ↗1635 |

Население — 1635 чел. (2010).